# Apgujeong-dong

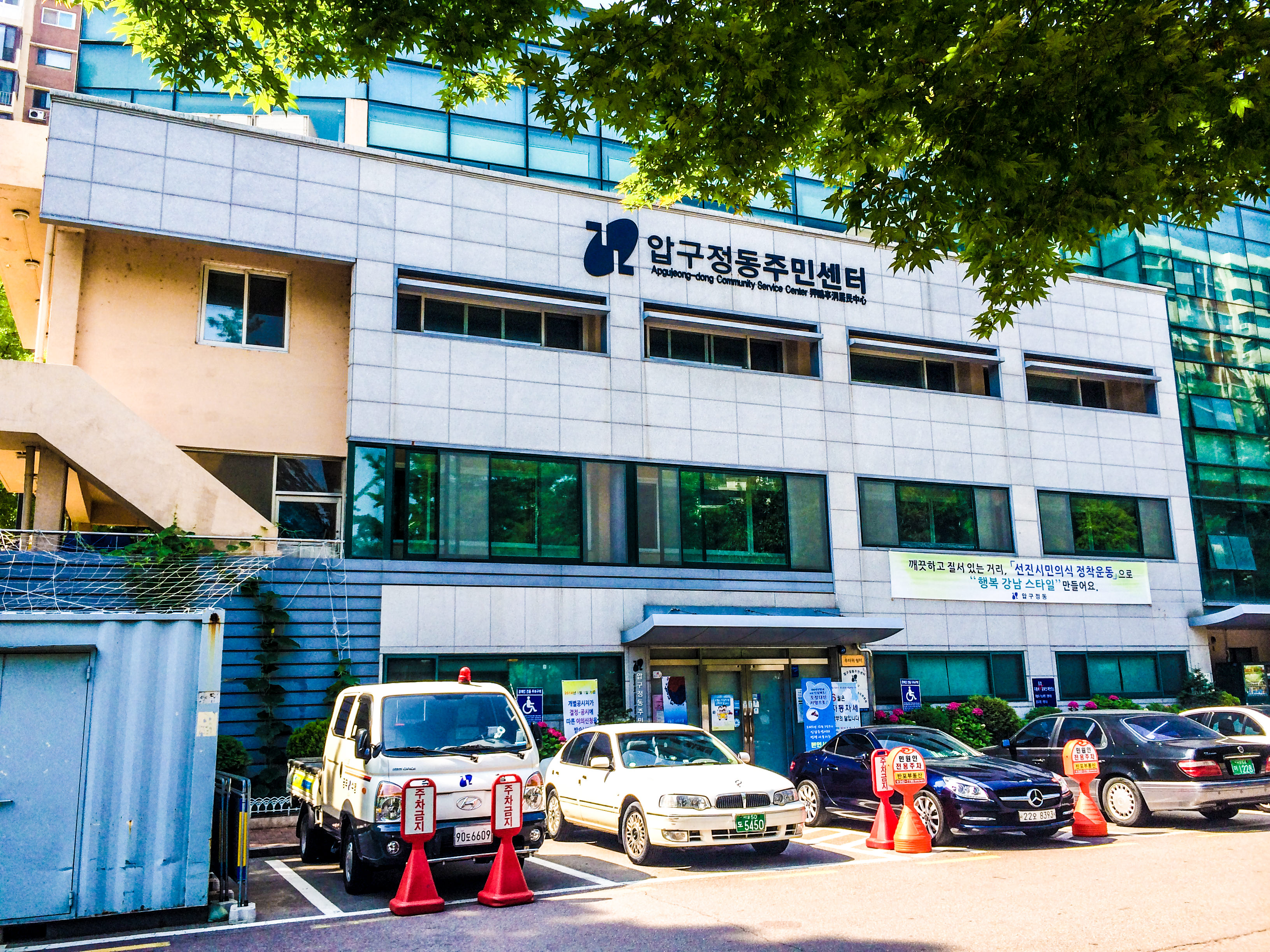
Trung tâm dịch vụ cộng đồng Apgujeong-dong

Apgujeong-dong (phát âm tiếng Hàn Quốc: [apk͈udʑʌŋdoŋ]; tiếng Hàn: 압구정동; Hanja: 狎鷗亭洞) là một phường của Gangnam-gu ở Seoul, Hàn Quốc. Nó là được xem là một trong những khu phố giàu nhất ở Hàn Quốc, giá của một mét vuông đất lên đến $10,000. Từ dong bắt nguồn từ gian hàng trùng với tên được lập ra bởi Han Myung-hoi, một quan chức chính phủ cấp cao trong suốt Nhà Triều Tiên. Nó là một khu dân cư cao cấp, thời trang, mua sắm, và khu giáo dục. Tên Hanja dịch ra là "Gian hàng hải âu" một biệt danh riêng của nó.
Một trong những khu mua sắm chính là đường Apgujeong Rodeo, cùng với con đường thời trang Cheongdam-dong ở Cheongdam-dong và Garosu-gil ở Sinsa-dong, nó nối bởi đại lộ lớn Apgujeong-ro. Nó được xem như là một địa điểm thời trang và xu hướng.

## Địa điểm

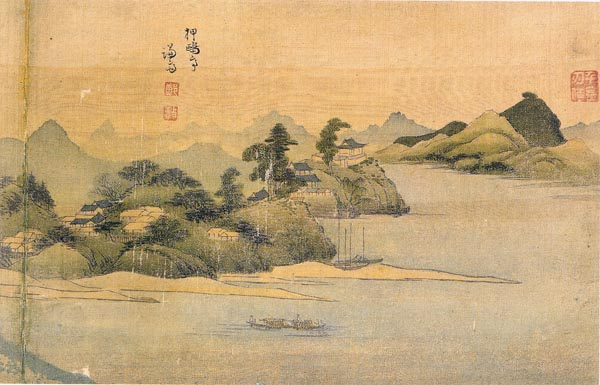
Một cảnh Apgujeong-dong được vẽ bởi Jeong Seon vào đầu thế kỉ 18

Khu này có nhiều cửa hàng bách hóa cao cấp, cửa hàng, boutiques, hagwons, tiệm cà phê và nhà hàng. Hai cửa hiệu bách hóa lớn ở đây là Cửa hàng Hyundai và Galleria Department Store.
Đường Apgujeong Rodeo nằm đối diện Galleria Department Store, với các cửa hàng dành cho nhà thiết kế trong nước và nước ngoài như chợ Nori, Vanessa Bruno, Mui Mui Cafe, và nhà hàng On Friday.
Ở phía Đông là trụ sở của làng giải trí K-pop SM Entertainment. Công ty đã chuyển văn phòng đến Cheongdam-dong vào năm 2012. Tòa nhà hiện đang được tái tân trang lại để phục vụ như trung tâm đào tạo toàn cầu cho thực tập sinh của SM Entertainment. Chuỗi cửa hàng cà phê Caffè Pascucci ở Apgujeong từng được sử dụng như một địa điểm chính cho bộ phim truyền hình Beautiful Days của đài Seoul Broadcasting System vào năm 2001, với diễn viên chính Lee Byung-hun, Choi Ji-woo, Ryu Si-won, Shin Min-a, Lee Jung-hyun và Lee Yoo-jin.

## Giáo dục
Trường học ở Apgujeong-dong:
- Trường tiểu học Apgujeong
- Trường trung học Apgujeong
- Trường trung học Sinsa
- Trường cao trung Apgujeong
- Trường cao trung Cheongdam
- Trường cao trung Hyundai

## Vận chuyển
Nó được phục vụ bởi Ga Apgujeong và Ga Sinsa trên Tàu điện ngầm Seoul tuyến 3.
Ngoài ra còn có Ga Apgujeongrodeo trên Tuyến Bundang ở phía Đông, nằm ở biên Cheongdam-dong

## Liên kết
- Apgujeong: Official Seoul City Tourism Lưu trữ ngày 14 tháng 10 năm 2011 tại Wayback Machine